# Carl Blegen
Carl William Blegen (Minneapolis (Minnesota), 27 januari 1887 – Athene (Griekenland), 24 augustus 1971) was een Amerikaanse archeoloog, die onder meer in Troje heeft gegraven.
In 1910 vertrok Blegen naar Griekenland. Hij deed opgravingen in diverse kleinere centra van de Myceense cultuur, en stelde dat deze Grieks geweest was, waarmee hij inging tegen de door Arthur Evans geleide algemene mening dat het een kolonie was van de Minoïsche beschaving, en dat de Grieken pas later Griekenland waren binnengetrokken. De ontcijfering van Lineair B na de Tweede Wereldoorlog toonde dat Blegen gelijk had gehad.
Van 1932 tot 1938 groef Blegen in Troje. De precisie en zorgvuldigheid van zijn opgravingen vormen een mijlpaal in de archeologie. Hij verdeelde de door Wilhelm Dörpfeld gevonden 9 lagen verder onder in 34 periodes. Ook verplaatsten hij en Dörpfeld de Trojaanse oorlog van fase VI (zoals Dörpfeld had geconcludeerd) naar fase VIIa. Tot enige jaren geleden was zijn werk wat betreft de geschiedenis en chronologie van Troje toonaangevend; thans is die rol overgenomen door de latere nog nauwgezettere onderzoeken van Manfred Korfmann en de vele archeologen die met hem hebben samengewerkt.
- Bibsys: 90761723
- Biblioteca Nacional de España: XX1334933
- Bibliothèque nationale de France: cb15049681b (data)
- CiNii: DA04789915
- Gemeinsame Normdatei: 133757463
- International Standard Name Identifier: 0000 0000 8125 8054
- Library of Congress Control Number: nr95022547
- Nationale Bibliotheek van Letland: 000006495
- Nationale Bibliotheek van Tsjechië: mub2014815923
- Nationale bibliotheek van Australië: 35019400
- Nationale Bibliotheek van Israël: 987007589925505171
- Nationale Bibliotheek van Polen: a0000002623802
- Nederlandse Thesaurus van Auteursnamen: 069855188
- Réseau des bibliothèques de Suisse occidentale: 02-A003013564
- SNAC: w6gv3kfs
- Système universitaire de documentation: 070463352
- Trove: 793730
- Union List of Artist Names: 500314509
- Virtual International Authority File: 47048210
- WorldCat: E39PBJh8JTT7yr3cxytCgDryVC